# LGBTコミュニティセンター
LGBTコミュニティセンター（英語: LGBT community centerまたはプライドセンター 英語: pride center）は性的少数者の個人を対象にサービスを提供する施設の総称である。一般的に非営利・非政治的な基盤の団体により運営されている。

## 機能
主なLGBTコミュニティセンターが提供するサービスには以下のものがある。
- セクシャル・アイデンティティやジェンダー・アイデンティティーに関する資料の提供
- HIV/AIDSや性感染症を被ったLGBTの人々に対する資料やサービスの提供[1]
- 地域のプライド・パレードやスポーツイベント、文化的啓発活動などのカルチャーイベントの開催
- コミュニティの強化やLGBTの権利活動に対する資金集めや募金活動
- 地域のLGBT住民や重要人物（政治家やビジネスパーソン、宗教団体長や人権活動家など）とのタウンミーティングの開催
- 地域のLGBTの歴史研究や記念館の運営

いくつかのLGBTコミュニティは若年層を中心とした人が集まる場所として設立され、30歳未満の若年層に限り使用や参加を認めている場合もある。

## 地理および歴史
LGBTコミュニティセンターはゲイタウンが集約化しにくい高密度の都市において最も目にしやすいLGBTの組織である。例としてイスラエルの地域団体が運営するコミュニティセンターはLGBTの人々が集まっていない地域に設立された。地域で目にしやすいことにより、LGBTコミュニティセンターは反LGBTの人物やグループからの批判や暴力行為を受けることがある。
最初のLGBTコミュニティセンターLAGLCは1971年にロサンゼルスで誕生した。その後サンディエゴ (1973)、シカゴ (1973)、ソルトレークシティ (1975)、 アトランタ (1976)に順次開設された。今日では、LGBTの文化や社会の受容によって多くの西側諸国や西側諸国の影響を受けた国の都市で見られるようになり、多くのセンターが設立から数十年を迎えている。
一部のLGBTセンターは協調体制の理由などでボランティア団体として設立されており、フランスのLGBTセンターのフランス連盟（fr:Fédération Française des Centres LGBT）がその例である。 

## 日本国内のコミュニティセンター
- community center ZEL (仙台)
- コミュニティセンターakta（東京）（2003年8月開館[3]）
- かながわレインボーセンターSHIP（神奈川・2012年3月閉館）、SHIPにじいろキャビン（コミュニティスペース、神奈川・2012年5月開館）
- 金沢にじのま（金沢）（2023年2月開館 金沢レインボープライド運営）
- rise（愛知）
- dista（大阪）
- プライドセンター大阪（大阪）
- えひめLGBTセンター　虹力（にじから）スペース（松山）（2013年7月開館 運営レインボープライド愛媛[4]）
- コミュニティーセンターhaco（福岡）
- mabui（沖縄）